# Młodzi
Młodzi – debiutancki album studyjny polskiej grupy muzycznej Dr Misio. Wydany 26 marca 2013 roku nakładem wytwórni płytowej Universal Music Polska. Nagrania dotarły do 31. miejsca zestawienia OLiS.
Lider zespołu, Arkadiusz Jakubik w rozmowie z Marią Szabłowską w programie Muzyczna Jedynka w Radiowej Jedynce powiedział:

Tak naprawdę nigdy nie chciałem być aktorem, tylko rock’n’rollowcem, chociaż śpiewać za bardzo nie potrafię. Dlatego przekorne, na pierwszym miejscu swojego aktorskiego CV wpisuję epizod muzyczny, czyli tercet wokalny w klasycznej operetce "Zemsta Nietoperza”. Z muzyką rockowa za wiele nie miało to wspólnego, chociaż graliśmy rockowe covery, ale to był raczej happening aktorów. Na nazwę ogłosiliśmy konkurs, który zresztą wygrał Robert Więckiewicz. To zespół, na który czekałem całe życie. Trudno zakwalifikować go muzycznie, ja to nazywam rock’n’rollem bez przebaczenia. Myślę, że to kawał dobrej, rockowej muzyki z mocnym przekazem. Dla mnie, jako dla aktora, a czasami reżysera, przekaz i słowo to kwestia bardzo ważna. Bo nie wystarczy zaśpiewać bal bla bla do dobrej muzyki, żeby z tego powstała piosenka. Dla mnie Dr Misio to podróż do wnętrza człowieka, to próba rozprawienia się z naszymi lękami i depresjami. Zresztą ci dwa panowie to też chyba najbardziej depresyjni autorzy w tym kraju.

5 listopada 2013 roku ukazała się edycja specjalna albumu, składająca się z płyty CD oraz DVD, zawierającej zapis koncertu zespołu, zarejestrowany 13 czerwca tego samego roku w poznańskim klubie Blue Note, a także teledyski do utworów "Młodzi", "Mentolowe papierosy" oraz "Dziewczyny".

## Lista utworów
Opracowano na podstawie materiału źródłowego.
| 1.  | "Dziewczyny"          | 3:08  |
|     |                       |       |
| 2.  | "Mentolowe papierosy" | 3:27  |
|     |                       |       |
| 3.  | "Krew na księżycu"    | 3:03  |
|     |                       |       |
| 4.  | "Pudelek"             | 3:03  |
|     |                       |       |
| 5.  | "Młodzi"              | 3:02  |
|     |                       |       |
| 6.  | "Śmierć w Tesco"      | 3:46  |
|     |                       |       |
| 7.  | "Życie"               | 3:02  |
|     |                       |       |
| 8.  | "Pies"                | 4:28  |
|     |                       |       |
| 9.  | "Mr Hui"              | 2:48  |
|     |                       |       |
| 10. | "Historia morderstwa" | 2:53  |
|     |                       |       |
| 11. | "Plan motywacyjny"    | 2:53  |
|     |                       |       |
| 12. | "Mail od umarłego"    | 2:35  |
|     |                       |       |
| 13. | "M jak Morderstwo"    | 3:38  |
|     |                       |       |
| 14. | "Pudelek plotek"      | 3:19  |
|     |                       |       |
|     |                       | 45:05 |
|     |                       |       |

## Młodzi - Edycja specjalna
Opracowano na podstawie materiału źródłowego.

### DVD
1. "Historia morderstwa"
2. "Mail od umarłego"
3. "Krew na księżycu"
4. "Hipster"
5. "Plan motywacyjny"
6. "Dziewczyny"
7. "Ona wie"
8. "Śmierć w Tesco"
9. "Mentolowe papierosy"
10. "M jak morderstwo"
11. "Młodzi"
12. "Życie"
13. "Pudelek"
14. "Mr Hui"
15. "Pies"
16. "Dziewczyny" (Bis)

Teledyski
1. "Młodzi – reż. Wojciech Smarzowski"
2. "Mentolowe papierosy – reż. Bartek Piotrowski"
3. "Dziewczyny – reż. Krzysztof Skonieczny"

### CD
1. "Dziewczyny"
2. "Mentolowe papierosy"
3. "Krew na księżycu"
4. "Pudelek"
5. "Młodzi"
6. "Śmierć w Tesco"
7. "Życie"
8. "Pies"
9. "Mr Hui"
10. "Historia morderstwa"
11. "Plan motywacyjny"
12. "Mail od umarłego"
13. "M jak morderstwo"

## Pozycje na listach
| Lista (2013) | Najwyższa pozycja |
| ------------ | ----------------- |
| ZPAV         | 31                |